# Eunidia timida
Eunidia timida es una especie de escarabajo longicornio del género Eunidia, subfamilia Lamiinae, tribu Eunidiini. Fue descrita científicamente por Pascoe en 1864.

## Descripción
Mide 4-4,5 milímetros de longitud.

## Distribución
Se distribuye por República de Sudáfrica.